# Walter Peter Brenner
Walter Peter Brenner, es un escultor guatemalteco de origen suizo que nació en Guatemala en 1965. Entre sus obras destaca El coloso de INMACO, Atlas Libertas, Propósito: El Arquero y Amanecer: El gigante de Cayalá.  
Tiene 31 años de trabajar como artista profesional y se ha dedicado a la escultura desde los últimos 22. Aprendió a dibujar y a pintar con su padre, Walter Peter Koller, renombrado pintor guatemalteco. Su formación incluye: arquitectura, en la Universidad Francisco Marroquín de Guatemala y escultura, en The School of Fine Arts de Zürich, Suiza. Es director y profesor de su propia escuela de arte, Ars Artis. Se ha desempeñado como profesor universitario.

## Exhibiciones
Su primera exposición individual fue en 1986, se llevó a cabo en el Instituto Guatemalteco de Turismo INGUAT, en la ciudad de Guatemala. Un año después, en 1987, expuso en la Galería Restaurante El Sereno, en La Antigua Guatemala. En 1988	realizó dos exposiciones, una en Sacramento, California, USA y otra en la Asociación Ajandro von Humbolt,en la ciudad de Guatemala. Un año después expuso su obra en la galería de su padre. En 1990 y 1992 su obra viajó nuevamente al extranjero, esta vez a la Galerie Zum Blauen Shield, en Winterthur, Suiza. Luego de un tiempo sin hacer exposiciones individuales, en 2001 realizó un Mural Alegórico al Turismo, en el Instituto Técnico de Capacitación y Productividad (Guatemala). En 2001 expuso junto a su padre, en el Banco del Café, en la Ciudad de Gutemala.

## Su obra y filosofía
En palabras de Walter Peter su obra representa un Segundo Renacimiento de la visión filosófica y estética Aristotélica, intenta lograr la expresión artística que recrea diciendo: “¡Sí estamos aquí, no el tal vez, sino indiscutiblemente sí somos!”; “¡Sí estamos conscientes de lo que percibimos!”; “¡Los sentidos no nos engañan!”; “¡Que sí existe  una sola verdad, aunque a veces, por que obviamente no somos infalibles, ni omniscientes, ni omnipotentes no la podamos conocer!” ¡Mi obra intenta comunicar que el hombre debería ser el fin en sí mismo!
Amanecer: El gigante de Cayalá
Escultura tallada en 25 metros cúbicos de mármol beige guatemalteco, la más grande de Guatemala. Tiene 18 m de largo y 3m de alto. Tomó 3 años 2 meses de trabajo. Inaugurada en Paseo Cayalá, Ciudad de Guatemala en mayo de 2014.
“Curiosidad: Fuente de las Virtudes”
Conjunto escultórico de 3 niños fundidos en bronce a la cera perdida colocados sobre la roca encantada, un basalto volcánico cristalizado. El monumento completo tiene una dimensión de 3 m de diámetro y 1.5m de alto. Tiene agua con peces vivos de colores a su alrededor. Inaugurada en Paseo Cayalá, Ciudad de Guatemala en octubre de 2012.
Atlas Libertas
Este monumento está inspirado en conmemorar el 50 Aniversario de la primera publicación de la obra literaria La Rebelión de Atlas de Ayn Rand.
Altorrelieve en latón de bronce repujado y soldado de 5x5 m de altura con una profundidad de 0.5m. Fue colocado e inaugurado en la Escuela de Negocios de la Universidad Francisco Marroquín en octubre de 2007.